# Ettore Carruccio
Ettore Carruccio (Velletri, 3 giugno 1908 – Bologna, 5 luglio 1980) è stato uno storico della scienza, logico e matematico italiano.

## Biografia
È stato assistente di Federigo Enriques a Roma. Diventato libero docente di Storia delle matematiche nel 1940, insegnò nelle Università di Modena, di Bologna e di Torino. Nel 1975 fu chiamato alla cattedra di Storia delle matematiche presso l'Università di Bologna.
Ha pubblicato più di 48 lavori scientifici di matematica. Il suo Matematica e logica nella storia e nel pensiero contemporaneo è stato recensito dal Journal of Symbolic Logic come: un "tentativo di inserire in un quadro unico un ampio insieme di dati storici riguardanti sia la scienza della logica, sia la matematica. Alcuni dei suoi risultati, come la ricostruzione delle vedute logiche di Giuseppe Peano e di Beppo Levi, sono di specifico interesse."

## Opere
- Corso di storia delle matematiche, Editore Gheroni, Torino, 1952
- Matematica e logica  nella storia e nel pensiero  contemporaneo, Editore Gheroni,  Torino  1958 (trad. ingl. Mathematics and logic in history and in contemporary thought, a cura di Isabel Quigly, Londra, Faber and Faber, 1964[3])
- Mondi della Logica, Editore Zanichelli Bologna, 1971